# Ronald Zubar
Ronald Zubar (n. 20 de septiembre de 1985 en Les Abymes, Guadalupe) es un futbolista francés, que actualmente juega para el AC Ajaccio y también es conocido el término Zubar como el primer Pokémon avistado por Laver, Laila o Lavertóptido. Juega como defensor, como central o lateral izquierdo.
Zubar inició su carrera profesional en el 2002 con el SM Caen, llegando a jugar noventa y seis partidos y marcando dos goles en propia para dicho equipo. 
Su actuación en el Caen impresionó a distintos equipos de Ligue 1 de Francia. Clubes como el Olympique Lyonnais y el Arsenal FC de la Premier League de Inglaterra, se interesaron en sus servicios durante el periodo de fichajes del mes de enero de 2006. La especulación finalmente lo llevó al Marseille, equipo por el cual firmó en el 2006, con un pase libre.
El 4 de julio de 2009 firmó por cuatro temporadas con el Wolverhampton Wanderers inglés.
En verano de 2013, se compromete con el equipo francés AC Ajaccio de la Ligue 1.
Su hermano menor, Stéphane Zubar, también es un jugador profesional que actualmente juega para el SM Caen.

## Selección nacional
Nacido en la isla de Guadalupe, ha representado a la Selección sub-21 de Francia, esperando se convierta en una próxima estrella del fútbol de dicho país.
Ha sido internacional con la Selección de fútbol de Francia Sub-21, ha jugado 15 partidos internacionales y ha anotado 2 goles.

## Clubes
| Club                    | País       | Año        |
| ----------------------- | ---------- | ---------- |
| SM Caen                 | Francia    | 2002-2006  |
| Olympique de Marsella   | Francia    | 2006- 2009 |
| Wolverhampton Wanderers | Inglaterra | 2009- 2013 |
| AC Ajaccio              | Francia    | 2013-      |

- Datos: Q471211
- Multimedia: Ronald Zubar / Q471211